# Raymond Bussières
Raymond Bussières, all'anagrafe Marcel Raymond Bussières (Ivry-la-Bataille, 3 novembre 1907 – Parigi, 29 aprile 1982), è stato un attore, scrittore e produttore cinematografico francese.

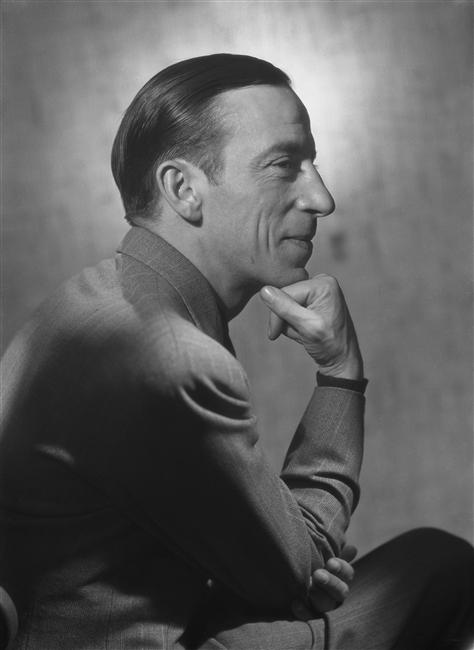
Raymond Bussières nel 1943 (Studio Harcourt)

Apparve in oltre 160 film tra il 1933 e il 1982.
Era sposato con l'attrice Annette Poivre, ed è sepolto a Marchenoir insieme a lei.

## Filmografia parziale

### Cinema
- Ciboulette, regia di Claude Autant-Lara (1933)
- L'Hôtel du libre échange, regia di Marc Allégret (1934)
- Parata d'amore (Lumières de Paris), regia di Richard Pottier (1938)
- L'isola dei coralli (Le récif de corail), regia di Maurice Gleize (1939)
- Romance de Paris, regia di Jean Boyer (1941)
- Nous les gosses, regia di Louis Daquin (1941)
- Le briseur de chaînes, regia di Jacques Daniel-Norman (1941)
- Opéra-musette, regia di René Lefèvre (1942)
- Le mariage de Chiffon, regia di Claude Autant-Lara (1942)
- L'assassino abita al 21 (L'assassin habite... au 21), regia di Henri-Georges Clouzot (1942)
- Port d'attache, regia di Jean Choux (1943)
- Madame et le mort, regia di Louis Daquin (1943)
- L'escalier sans fin, regia di Georges Lacombe (1943)
- Adieu Léonard, regia di Pierre Prévert (1943)
- Ceux du rivage, regia di Jacques Séverac (1943)
- Le carrefour des enfants perdus, regia di Léo Joannon (1944)
- Paméla, regia di Pierre de Hérain (1945)
- Le jugement dernier, regia di René Chanas (1945)
- Vive la liberté, regia di Jeff Musso (1946)
- Mentre Parigi dorme (Les portes de la nuit), regia di Marcel Carné (1946)
- Le bataillon du ciel, regia di Alexander Esway (1947)
- Il cantante sconosciuto (Le chanteur inconnu), regia di André Cayatte (1947)
- Legittima difesa (Quai des Orfèvres), regia di Henri-Georges Clouzot (1947)
- La taverna del porto (La taverne du poisson couronné), regia di René Chanas (1947)
- I due orfanelli, regia di Mario Mattoli (1947)
- Fausse identité, regia di André Chotin (1947)
- Il fiacre N. 13, regia di Raoul André e Mario Mattoli (1948)
- Fandango, regia di Emil E. Reinert (1949)
- Cinq tulipes rouges, regia di Jean Stelli (1949)
- Marlène, regia di Pierre de Hérain (1949)
- Je n'aime que toi..., regia di Pierre Montazel (1949)
- La veuve et l'innocent, regia di André Cerf (1949)
- Delitto al velodromo (Drame au Vel'd'Hiv'), regia di Maurice Cam (1949)
- Branquignol, regia di Robert Dhéry (1949)
- Les nouveaux maîtres, regia di Paul Nivoix (1950)
- Giustizia è fatta (Justice est faite), regia di André Cayatte (1950)
- Vagabondo milionario (Ma pomme), regia di Marc-Gilbert Sauvajon (1950)
- Un sourire dans la tempête, regia di René Chanas (1950)
- Maldonne, regia di Henri Verneuil (1950)
- Rendez-vous à Paris, regia di Bernard Borderie (1951)
- Les mousquetaires du roi, regia di Marcel Aboulker e Michel Ferry (1951)
- Ein Lächeln im Sturm, regia di René Chanas (1951)
- Passaporto per l'oriente (A Tale of Five Cities), registi vari (1951)
- Le passage de Vénus, regia di Maurice Gleize (1951)
- Moumou, regia di René Jayet (1951)
- Les nuits de Paris, regia di Ralph Baum (1951)
- Si ça vous chante, regia di Jacques Loew (1951)
- Le costaud des Batignolles, regia di Guy Lacourt (1952)
- Casco d'oro (Casque d'or), regia di Jacques Becker (1952)
- Le belle della notte (Les belles de nuit), regia di René Clair (1952)
- Mon curé chez les riches, regia di Henri Diamant-Berger (1952)
- La danzatrice nuda (La danseuse nue), regia di Robert Florat e Pierre-Louis (1952)
- La loterie du bonheur, regia di Jean Gehret (1953)
- La tournée des grands Ducs, regia di André Pellenc (1953)
- Une nuit à Megève, regia di Raoul André (1953)
- L'incantevole nemica, regia di Claudio Gora (1953)
- Soyez les bienvenus, regia di Pierre-Louis (1953)
- Le chasseur de chez Maxim's, regia di Henri Diamant-Berger (1953)
- Mon frangin du Sénégal, regia di Guy Lacourt (1953)
- C'est la vie parisienne, regia di Alfred Rode (1954)
- Les corsaires du Bois de Boulogne, regia di Norbert Carbonnaux (1954)
- Saturnin, le poète, regia di Jean Tourane (1954)
- La cage aux souris, regia di Jean Gourguet (1954)
- Ah! Les belles bacchantes, regia di Jean Loubignac (1954)
- Casse-cou, mademoiselle!, regia di Christian Stengel (1955)
- Il dubbio dell'anima (Bedevilled), regia di Mitchell Leisen (1955)
- Cheri-Bibi (Il forzato della Guiana) (Chéri-Bibi), regia di Marcello Pagliero (1955)
- Tant qu'il y aura des femmes, regia di Edmond T. Gréville (1955)
- Il cuore in gola (Impasse des vertus), regia di Pierre Méré (1955)
- Mademoiselle Pigalle (Cette sacrée gamine), regia di Michel Boisrond (1956)
- Mon curé chez les pauvres, regia di Henri Diamant-Berger (1956)
- Rencontre à Paris, regia di Georges Lampin (1956)
- Paris, Palace Hôtel, regia di Henri Verneuil (1956)
- Nonno automobile (Dedecek automobil), regia di Alfréd Radok (1957)
- Une gosse 'sensass', regia di Robert Bibal (1957)
- Delincuentes, regia di Juan Fortuny (1957)
- L'ami de la famille, regia di Jacques Pinoteau (1957) anche produttore
- Vacances explosives!, regia di Christian Stengel (1957)
- Il quartiere dei lillà (Porte des Lilas), regia di René Clair (1957)
- Teste calde (Le désir mène les hommes), regia di Émile Roussel (1957)
- Les Copains du dimanche, regia di Henri Aisner (1958)
- Fine di un gangster (Un certain Monsieur Jo), regia di René Jolivet (1958)
- Les gaités de l'escadrille, regia di Georges Péclet (1958)
- Le tombeur, regia di René Delacroix (1958)
- Senza famiglia (Sans famille), regia di André Michel (1958)
- Vacanze a Malaga (Taxi, roulotte et corrida), regia di André Hunebelle (1958)
- Un jour comme les autres, regia di Paul Bordry (1958)
- La casa sul fiume (Guinguette), regia di Jean Delannoy (1959)
- Sur deux doigts, regia di Jean-Claude Huisman (1959)
- Quai du Point-du-Jour, regia di Jean Faurez (1960)
- Fanny, regia di Joshua Logan (1961)
- Le meraviglie di Aladino, regia di Mario Bava e Henry Levin (1961)
- A cavallo della tigre, regia di Luigi Comencini (1961)
- Che femmina!! e... che dollari!, regia di Giorgio Simonelli (1961)
- Les filles de La Rochelle, regia di Bernard Deflandre (1962)
- Copacabana Palace, regia di Steno (1962)
- I moschettieri del mare, regia di Massimo Patrizi e Steno (1962)
- Le 4 verità (Les quatre vérités), regia di Alessandro Blasetti, Hervé Bromberger, René Clair e Luis García Berlanga (1962) (segmento "Les deux pigeons")
- La pappa reale (La bonne soupe), regia di Robert Thomas (1964)
- Insieme a Parigi (Paris - When It Sizzles), regia di Richard Quine (1964)
- Il poliziotto 202 (Allez France!), regia di Robert Dhéry e Pierre Tchernia (1964)
- Il giorno dopo (Up from the Beach), regia di Robert Parrish (1965)
- La mortale trappola di Belfagor (La malédiction de Belphégor), regia di Georges Combret e Jean Maley (1967)
- Troppo per vivere... poco per morire, regia di Michele Lupo (1967)
- Criminal Face - Storia di un criminale (Ho!), regia di Robert Enrico (1968)
- L'incredibile storia di Martha Dubois (Macédoine), regia di Jacques Scandelari (1971)
- I quattro pistoleri di Santa Trinità, regia di Giorgio Cristallini (1971)
- Stanza 17-17 palazzo delle tasse, ufficio imposte, regia di Michele Lupo (1971)
- Boccaccio, regia di Bruno Corbucci (1972)
- Il West ti va stretto, amico... è arrivato Alleluja, regia di Giuliano Carnimeo (1972)
- Mannen som slutade röka, regia di Tage Danielsson (1972)
- L'altra faccia del padrino, regia di Franco Prosperi (1973)
- Arrivano Joe e Margherito, regia di Giuseppe Colizzi (1974)
- Gross Paris, regia di Gilles Grangier (1974)
- Nuits rouges, regia di Georges Franju (1974)
- Primavera carnale (Sérieux comme le plaisir), regia di Robert Benayoun (1975)
- La soupe froide, regia di Robert Pouret (1975)
- Trop c'est trop, regia di Didier Kaminka (1975)
- Dracula padre e figlio (Dracula père et fils), regia di Édouard Molinaro (1976)
- Nuit d'or, regia di Serge Moati (1976)
- Jonas che avrà vent'anni nel 2000 (Jonas qui aura 25 ans en l'an 2000), regia di Alain Tanner (1976)
- L'ala o la coscia? (L'aile ou la cuisse), regia di Claude Zidi (1976)
- La gang del parigino (Le gang), regia di Jacques Deray (1977)
- Drôles de zèbres, regia di Guy Lux (1977)
- Autopsie d'un complot, regia di Mohamed Slimane Riad (1978)
- I soldi degli altri (L'argent des autres), regia di Christian de Chalonge (1978)
- La svignata (La carapate), regia di Gérard Oury (1978)
- Le paradis des riches, regia di Paul Barge (1978)
- La barricade du Point du Jour, regia di René Richon (1978)
- En l'autre bord, regia di Jérôme Kanapa (1978)
- Le mouton noir, regia di Jean-Pierre Moscardo (1979)
- Subversion, regia di Stanislav Stanojevic (1979)
- I sottodotati (Les sous-doués), regia di Claude Zidi (1980)
- Neige, regia di Juliet Berto e Jean-Henri Roger (1981)
- Le vieil homme et la ville, regia di Nadine Trintignant (1981)
- Invito al viaggio (Invitation au voyage), regia di Peter Del Monte (1982)
- Porca vacca, regia di Pasquale Festa Campanile (1982)

### Televisione
- Week-end surprise, regia di André Leroux (1960)
- La dernière porte, regia di Abder Isker (1963)
- Je connais une blonde, regia di Georges Folgoas (1963)
- L'inspecteur Leclerc enquête – serie TV, episodi 1x7-2x13 (1962-1963)
- Le théâtre de la jeunesse (1964)
- La Belle Arabelle, regia di André Leroux (1964)
- Pierrots des alouettes, regia di Henri Spade (1964)
- À la belle étoile, regia di Pierre Prévert (1966)
- La vie commence à minuit (1967)
- Max le débonnaire (1967) (segmento "Le Point d'honneur")
- Les demoiselles de Suresnes (1968)
- I compagni di Baal (Les compagnons de Baal) – serie TV, episodi 1x1-1x2 (1968)
- Que ferait donc Faber? (1969)
- Ça vous arrivera demain (1970)
- La malle de Hambourg – serie TV, 6 episodi (1972)
- Le noctambule, regia di Philippe Arnal (1973)
- Des lauriers pour Lila (1974)
- Arsenio Lupin (Arsène Lupin) – serie TV, episodi 2x13 (1974)
- Un curé de choc (1974)
- Le brigate del tigre (Les brigades du Tigre) – serie TV, episodi 1x5 (1974)
- Le pain noir – serie TV, episodi 1x2-1x3-1x4 (1974-1975)
- Le port, regia di Claude Santelli (1974)
- Esprits de famille, regia di Marc Pavaux (1975)
- La vie de plaisance, regia di Pierre Gautherin (1975)
- La pluie sur la dune, regia di Serge Piollet (1975)
- Tous les jours de la vie, regia di Maurice Frydland (1975)
- L'homme sans visage – serie TV, episodi 1x5 (1975)
- Château Espérance (1976)
- Les samedis de l'histoire (1977)
- Recherche dans l'intérêt des familles – serie TV, episodi 1x2 (1977)
- Gli infallibili tre (The New Avengers) – serie TV, episodi 2x4 (1977)
- Banlieue Sud-Est (1977)
- Cinéma 16 (1979)
- Caméra une première (1980)
- Les 400 coups de Virginie – serie TV, episodi 1x6 (1980)
- Mont-Oriol, regia di Serge Moati (1980)
- Mathieu, Gaston, Peluche, regia di Bernard-Roland (1980)
- Le mystère de Saint-Chorlu, regia di Claude Vajda (1981)
- T'es grand et puis t'oublies, regia di Serge Moati (1981)
- Non-Lieu, regia di Bruno Gantillon (1981)
- La vie fantastique des figures peintes, segmento "La Nuit de Lazare" (1981)
- L'oeil de la nuit – serie TV, episodi 2x1 (1981)
- Le bourrier, regia di Roger Boussinot (1982)
- Les cinq dernières minutes – serie TV, episodi 3x30 (1982)

## Doppiatori italiani
- Lauro Gazzolo in Casco d'oro, I moschettieri del mare
- Stefano Sibaldi in Stanza 17-17 palazzo delle tasse, ufficio imposte, Il West ti va stretto amico... è arrivato Alleluja
- Manlio Busoni in Il quartiere dei lillà
- Antonio Guidi in Vacanze a Malaga
- Amilcare Pettinelli in Le meraviglie di Aladino
- Giorgio Piazza in I quattro pistoleri di Santa Trinità
- Sergio Fiorentini in L'ala o la coscia?